# 紅磡灣 (選區)
紅磡灣（英語：Hung Hom Bay，代號G21）是香港九龍城區議會下轄的選區，1994年設立，由私人住宅所組成，2023年取消，末任區議員為民主黨成員任國棟。

## 範圍及投票地點
紅磡灣選區是紅磡六個選區中面積最小的，位處紅磡的核心地帶，除了近家維選區一帶有較舊式的唐樓和單幢式住宅外，大部份都是私人屋苑，包括黃埔新邨、紅磡灣中心、半島豪庭和聯成大廈，而寶石戲院也設於該區。與其相連的選區有紅磡的家維、紅磡、黃埔西和黃埔東選區，以及油尖旺區的尖東及京士柏選區。
由於區內沒有合適場地，選民必須跨區至鄰近家維選區的聖公會聖匠堂長者地區中心投票，但因為選舉事務處規定參選者不可以在投票站附近拉票，因此參選者的拉票是不會影響到鄰近的家維和紅磡選區。

## 沿革
1982年本區範圍屬紅磡南選區的一部份，但後於1980年代後期隨著同屬紅磡南的前黃埔船塢結業並落成多個私人屋苑後，加上隨著紅磡灣填海工程的展開，為減低填海完成後土地的增加所造成的可能性人口增加而加重選舉點票負荷，而把紅磡道以東的地方（即黃埔花園）分拆出來。
1993年港督彭定康推行政改方案改革區議會，取消所有委任議席及雙議席選區制度，全面實行單議席單票制，並改由選區分界及選舉事務委員會制定，區議會選區數目亦隨人口變動而大幅增加，當中以船澳街／明安街／福至街作為界限，把紅磡南選區一分為二，東面部份就被劃作紅磡灣選區，西面部份則為紅磡選區。
1994年區議會選舉，馮競文代表港同盟匯點出選，對手是自民聯梁強，最終馮以996票擊敗對手的911票。選後港同盟匯點合併成立民主黨，馮亦為創黨成員。
1999年區議會選舉，本區吸引到三人參選，除民主黨馮競文爭取連任，對上民主建港聯盟郭錦明和報稱獨立候選人黎銘洪，最終由馮以1,244票多於郭897票及黎的161票。
2003年區議會選舉，民主黨馮競文爭取連任，而同屬泛民主派的民協由馮肇龍出選，對上報稱獨立候選人林映龍，基於七一效應帶動投票人數增加，馮競文以1,513票多於馮肇龍的890票及林映龍的843票。
2006年廉政公署控告馮競文一項串謀詐騙罪及四項提供虛假資料罪，指她於1998年9月至2004年9月間，涉嫌詐騙政府租金津貼。案件於2006年10月16日開審，馮在同年12月1日被判入獄十八個月，而同涉案的劉定邦及陸偉綱則獲判無罪。而馮因連續缺席三次區議會會議，2007年5月24日失去區議員資格，觸發2007年7月29日的補選。該次補選由得到泛聯盟支持的張仁康對上獨立周忠良，結果由張以1,216票多於458票的周當選。
2007年區議會選舉，張仁康繼續參選，泛民區選聯盟由張漢揚出選，而馮肇龍改以獨立名義參選，由於居民對馮競文騙租津案仍有印象，最終張仁康以1,537票多於張漢揚的744票及馮肇龍的303票連任，張氏其後加入梁美芬所創立的西九新動力。
2011年區議會選舉，傳統泛民棄戰本區，人民力量派出立法會議員黃毓民助理符偉樂挑戰張仁康，結果張以1,994票多於符的640票。張仁康其後跟隨西九新動力其他成員加入2012年創立的經民聯。
2015年區議會選舉，泛民主派經協調後由工黨趙仕信出選挑戰經民聯成員的張仁康，然而馮競文重回本區參選，馮於雨傘革命期間積極投入抗爭，佔領活動遭警方清場後，仍於旺角活躍，繼續參與鳩嗚團的流動抗爭，更得到黃毓民支持，其後民主黨發出聲明，指其參選未經黨內中委會同意，涉違反黨紀，或會被開除黨籍。同場更有得到符偉樂支持的李淦鏘參選，結果在四人混戰下，張以1,811票多於趙的1,740票，只以不足100票之差擊敗對手,而馮得162票及李只得47票，由於後兩人得票不足5%，依例沒收選舉按金。
2019年區議會選舉，張仁康不角逐連任，改由上屆參選嘉道理選區落敗的黃馳接手。結果由民協轉投民主黨的前紅磡選區議員任國棟以將近千票大幅拋離來自經民聯的黃馳，是民主黨自2006年以來再次勝出，而任亦成功重返區議會。2021年9月，任國棟因在新宣誓要求下被裁定宣誓未被確認，即時離任區議員。

## 人口
參考2011年人口普查結果，區內人口約18,242人，而當中約百分之89.6為華人（16,341人），區內也有不少在較多於舊區居住的菲律賓人、印度人、印尼人等，自1970年代起，區內已經有不少日本人和白人種族在該區置業。

## 歷屆議員
| 屆別                  | 議員   | 政治聯繫               |      |
| --------------------- | ------ | ---------------------- | ---- |
| 1994年－1999年        | 馮競文 | 民主黨                 |      |
| 2000年－2003年        | 馮競文 | 民主黨                 |      |
| 2004年－2007年        | 馮競文 | 民主黨                 |      |
| 2007年                | 張仁康 | 西 西九新動力          |      |
| 2008年－2011年        | 張仁康 | 西 西九新動力          |      |
| 2012年－2015年        | 張仁康 | 西 西九新動力／ 經民聯 |      |
| 2016年－2019年        | 張仁康 | 西 西九新動力／ 經民聯 |      |
| 2020年－2021年9月29日 | 任國棟 | 民主黨                 |      |
| 2021年9月30日－2023年 | 懸空   | 懸空                   | 懸空 |

## 歷屆選舉結果
| 政党   | 政党              | 候选人    | 票数  | %     | ±      |
| ------ | ----------------- | --------- | ----- | ----- | ------ |
|        | 無黨派            | ①. 林紫欣 | 178   | 2.77  | 不適用 |
|        | 經民聯/西九新動力 | ②. 黃馳   | 2,688 | 41.87 | 不適用 |
|        | 民主黨            | ③. 任國棟 | 3,554 | 55.36 | 不適用 |
| 多数票 | 多数票            | 多数票    | 866   | 13.49 |        |

| 政党   | 政党                    | 候选人    | 票数  | %     | ±      |
| ------ | ----------------------- | --------- | ----- | ----- | ------ |
|        | 獨立                    | ①. 李淦鏘 | 47    | 1.25  | 不適用 |
|        | 民主黨                  | ②. 馮競文 | 162   | 4.31  | 不適用 |
|        | 工黨                    | ③. 趙仕信 | 1,740 | 46.28 | 不適用 |
|        | 西九新動力/九龍社團聯會 | ④. 張仁康 | 1,811 | 48.16 | -9.2   |
| 多数票 | 多数票                  | 多数票    | 71    | 1.88  | -50.52 |

| 政党   | 政党                    | 候选人    | 票数  | %    | ±      |
| ------ | ----------------------- | --------- | ----- | ---- | ------ |
|        | 西九新動力/九龍社團聯會 | ①. 張仁康 | 1,994 | 75.7 | +16.3‬  |
|        | 人民力量                | ②. 符偉樂 | 640   | 24.3 | 不適用 |
| 多数票 | 多数票                  | 多数票    | 1,354 | 51.4 | +20.75 |

| 政党   | 政党         | 候选人    | 票数  | %     | ±      |
| ------ | ------------ | --------- | ----- | ----- | ------ |
|        | 泛民區選聯盟 | ①. 張漢揚 | 744   | 28.76 | 不適用 |
|        | 九龍社團聯會 | ②. 張仁康 | 1,537 | 59.41 | 不適用 |
|        | 無黨派       | ③. 馮肇龍 | 303   | 11.71 | 不適用 |
| 多数票 | 多数票       | 多数票    | 793   | 30.65 | -14.63 |

| 政党   | 政党         | 候选人    | 票数  | %     | ±      |
| ------ | ------------ | --------- | ----- | ----- | ------ |
|        | 無黨派       | ①. 張漢揚 | 458   | 27.36 | 不適用 |
|        | 九龍社團聯會 | ②. 張仁康 | 1,216 | 72.64 | 不適用 |
| 多数票 | 多数票       | 多数票    | 758   | 45.28 | 不適用 |

| 政党   | 政党         | 候选人    | 票数  | %     | ±      |
| ------ | ------------ | --------- | ----- | ----- | ------ |
|        | 民協         | ①. 馮肇龍 | 890   | 27.42 | 不適用 |
|        | 九龍社團聯會 | ②. 林映龍 | 843   | 25.97 | 不適用 |
|        | 民主黨       | ③. 馮競文 | 1,513 | 46.61 | 不適用 |
| 多数票 | 多数票       | 多数票    | 623   | 19.19 | -14.63 |

| 政党   | 政党   | 候选人    | 票数  | %     | ±      |
| ------ | ------ | --------- | ----- | ----- | ------ |
|        | 民建聯 | ①. 郭錦明 | 897   | 38.07 | 不適用 |
|        | 民主黨 | ②. 馮競文 | 1,244 | 54.04 | 不適用 |
|        | 無黨派 | ③. 黎銘洪 | 161   | 6.99  | 不適用 |
| 多数票 | 多数票 | 多数票    | 347   | 15.07 | -14.63 |

| 政党   | 政党        | 候选人 | 票数 | %     | ±      |
| ------ | ----------- | ------ | ---- | ----- | ------ |
|        | 港同盟/匯點 | 馮競文 | 996  | 51.47 | 新選區 |
|        | 自民聯      | 梁強   | 911  | 48.53 | 新選區 |
| 多数票 | 多数票      | 多数票 | 85   | 2.94  | 新選區 |

| 政党   | 政党   | 候选人 | 票数 | %     | ±      |
| ------ | ------ | ------ | ---- | ----- | ------ |
|        | 無黨派 | 葉志堅 | 916  | 52.34 | 不適用 |
|        | 自民聯 | 梁強   | 834  | 47.66 | 不適用 |
| 多数票 | 多数票 | 多数票 | 82   | 4.68  | 不適用 |